# Европейский хоккейный вызов
Европейский хоккейный вызов (англ. Euro Ice Hockey Challenge), также известен как ЕвроЧеллендж — ежегодная серия международных турниров по хоккею с шайбой, проводящаяся с 2001 года. Является своего рода аналогом Еврохоккейтура, в котором принимают участие сборные Первого дивизиона, не входящие в число элитных команд мира, и сборные Второго дивизиона.
Игры в рамках этого Вызова проходят во время перерывов в национальных чемпионатах: в сентябре, ноябре, декабре и феврале. Матчи проходят в разных странах Европы.

## Появление турнира
В 2001 году Международная федерация хоккея с шайбой планировала расширить состав участников Еврохоккейтура, в котором тогда соревновались сборные России, Швеции, Финляндии и Чехии, однако все четыре сборные выступили резко против подобной инициативы. Хоккейные федерации и сборные 14 стран Европы — Украины, Австрии, Нидерландов, Италии, Латвии, Словении, Польши, Белоруссии, Норвегии, Франции, Дании, Хорватии, Великобритании и Венгрии — негативно восприняли подобную новость и по инициативе Федерации хоккея Франции объединились для проведения своего турнира. Так в октябре 2001 года на Конгрессе ИИХФ в Швеции появился Европейский хоккейный вызов.

## Описание турнира
Первый турнир стартовал в сезоне 2002/2003 и прошёл в четыре этапа, на каждом из которых состоялись по три турнира. На турнир приглашались не только команды Первого или Второго дивизиона, а также вторые сборные Канады и/или США, представленные игроками европейских клубов.
Как правило, строгого описания турнира де-юре и де-факто нет. С самого начала появления Вызова в сортировке групп не наблюдалось какой-либо системы: команды проводили разное количество турниров и матчей, что исключало возможность определения абсолютного победителя. Все команды использовали этот Европейский вызов как подготовительный турнир перед чемпионатом мира и как возможность проверки ближайшего резерва.

## Расширение турнира
С 2005 года состав участников стал меняться радикально: выбывание многих сборных из Первого дивизиона фактически привело к тому, что этот Европейский хоккейный вызов стал аналогом Еврохоккейтура почти для всего Второго дивизиона. В турнир стали попадать новые европейские команды: сборные Румынии, Эстонии, Литвы, Испании и Сербии. Более того, в турнире впервые появились азиатские сборные Казахстана и Японии. С 2011 года в турнире выступает вторая сборная России.